# Elena Dementieva
Elena Dementieva (em russo:  Елена Дементьева, Elena Demêntievaⓘ; nome completo: Елена Вячеславовна Дементьева, transl. Elena Vyatcheslavovna Demêntieva; 15 de outubro de 1981, Moscovo) é uma ex-tenista profissional russa. 
Dementieva foi campeã olímpica nos Jogos Olímpicos de 2008, em Pequim, na China, após vencer na partida final sua compatriota Dinara Safina. Foi medalha de prata nos Jogos Olímpicos de Sydney, em 2000, após perder a final para a norte-americana Venus Williams.
Chegou a ser n.3 do mundo em simples, e n.5 do mundo em duplas.
Em 29 de outubro de 2010, após sua eliminação no WTA Championships em Doha, Catar, para a italiana Francesca Schiavone por 2 sets a 0 (6-4, 6-2), a tenista russa, de 29 anos, fazia sua 10ª participação no torneio de encerramento da temporada da WTA. A derrota para Schiavone impediu que a russa avançasse às semifinais da WTA Championships, de Doha, pondo fim a uma temporada marcada por lesões e uma carreira cujo principal título foi a medalha de ouro em Pequim 2008.
Além disso, após o jogo, Dementieva anunciou sua aposentadoria pegando todos de surpresa: Eu gostaria de agradecer todas as pessoas ao redor do mundo por me apoiarem, afirmou a tenista na presença da mãe, que não conseguiu conter as lágrimas. Eu sou muito emocional e é difícil dizer adeus, disse Dementieva.
Na temporada anterior, Dementieva alcançou sua melhor posição no ranking com o terceiro lugar, além de ter ganho mais de US$ 14 milhões ao longo da carreira.
Após o anúncio, Vera Zvonareva pegou o microfone para agradecer sua compatriota. A Rússia está orgulhosa de você. Você fez muito não apenas ao tênis russo, mas para o esporte da Rússia. Você tem sido uma inspiração, um modelo para as crianças, disse.
Na temporada passada, Dementieva alcançou sua melhor posição no ranking com o terceiro lugar, além de ter ganho mais de US$ 14 milhões ao longo da carreira.

## Grand Slam finais

### Simples finais (2 Vices)
| Posição | Ano  | Campeonato  | Piso   | Oponente            | Placar   |
| ------- | ---- | ----------- | ------ | ------------------- | -------- |
| Vice    | 2004 | French Open | Saibro | Anastasia Myskina   | 1–6, 2–6 |
| Vice    | 2004 | US Open     | Duro   | Svetlana Kuznetsova | 3–6, 5–7 |

### Duplas (2 Vices)
| Posição | Ano  | Campeonato | Piso | Parceira         | Oponente                            | Placar        |
| ------- | ---- | ---------- | ---- | ---------------- | ----------------------------------- | ------------- |
| Vice    | 2002 | US Open    | Duro | Janette Husárová | Virginia Ruano Pascual Paola Suárez | 2–6, 1–6      |
| Vice    | 2005 | US Open    | Duro | Flavia Pennetta  | Lisa Raymond Samantha Stosur        | 2–6, 7–5, 3–6 |

## Olímpiadas

### Simples finais: 2 Medalhas (1 Ouro, 1 Prata)
| Posição | Ano  | Campeonato | Piso | Oponente       | Placar        |
| ------- | ---- | ---------- | ---- | -------------- | ------------- |
| Prata   | 2000 | Sydney     | Duro | Venus Williams | 2–6, 4–6      |
| Ouro    | 2008 | Pequim     | Duro | Dinara Safina  | 3–6, 7–5, 6–3 |

## WTA Tour Championships finais

### Duplas (1 Título)
| Posição | Ano                            | Local       | Piso        | Parceira         | Oponente                     | Placar        |
| ------- | ------------------------------ | ----------- | ----------- | ---------------- | ---------------------------- | ------------- |
| Campeã  | WTA Tour Championships de 2002 | Los Angeles | Carpete (i) | Janette Husárová | Cara Black Elena Likhovtseva | 4–6, 6–4, 6–3 |

## WTA Tour Títulos

### Simples
| Antes 2009              | A partir de 2009      |
| ----------------------- | --------------------- |
| Grand Slam torneios (0) |                       |
| Ouro Olimpico (1)       |                       |
| WTA Championships (0)   |                       |
| Tier I (2)              | Premier Mandatory (0) |
| Tier II (4)             | Premier 5 (1)         |
| Tier III (4)            | Premier (3)           |
| Tier IV (2)             | International (1)     |

| N.  | Data                    | Torneio                                           | Piso             | Oponente na final   | Placar              |
| 1.  | 14 de abril de 2003     | Ilha Amélia, Estados Unidos                       | saibro           | Lindsay Davenport   | 4–6, 7–5, 6–3       |
| 2.  | 8 de setembro de 2003   | Bali, Indonésia                                   | dura             | Chanda Rubin        | 6–2, 6–1            |
| 3.  | 15 de setembro de 2003  | Xangai, China                                     | dura             | Chanda Rubin        | 6–3, 7–6(6)         |
| 4.  | 27 de setembro de 2004  | Hasselt, Bélgica                                  | dura (indoor)    | Elena Bovina        | 0–6, 6–0, 6–4       |
| 5.  | 5 de fevereiro de 2006  | Tóquio, Japão                                     | carpete (indoor) | Martina Hingis      | 6–2, 6–0            |
| 6.  | 13 de agosto de 2006    | Los Angeles, EUA                                  | dura             | Jelena Jankovic     | 6–3, 4–6, 6–4       |
| 7.  | 26 de maio de 2007      | Istambul, Turquia                                 | saibro           | Aravane Rezai       | 7–6(5), 3–0 retired |
| 8.  | 14 de outubro de 2007   | Moscou, Rússia                                    | carpete (indoor) | Serena Williams     | 5–7, 6–1, 6–1       |
| 9.  | 1 março de 2008         | Dubai, Emirados Árabes Unidos                     | dura             | Svetlana Kuznetsova | 4–6, 6–3, 6–2       |
| 10. | 17 de agosto de 2008    | Jogos Olímpicos de Verão de 2008 em Pequim, China | dura             | Dinara Safina       | 3–6, 7–5, 6–3       |
| 11. | 26 de outubro de 2008   | Luxemburgo                                        | dura (indoor)    | Caroline Wozniacki  | 2–6, 6–4, 7–6(4)    |
| 12. | 10 de janeiro de 2009   | Auckland, Nova Zelândia                           | dura             | Elena Vesnina       | 6–4, 6–1            |
| 13. | 16 de janeiro de 2009   | Sydney, Austrália                                 | dura             | Dinara Safina       | 6–3, 2–6, 6–1       |
| 14. | 23 de agosto de 2009    | Toronto, Canadá                                   | dura             | Maria Sharapova     | 6–4, 6–3            |
| 15. | 15 de janeiro de 2010   | Sydney, Austrália                                 | dura             | Serena Williams     | 6–3, 6–2            |
| 16. | 14 de fevereiro de 2010 | Paris, França                                     | dura (indoor)    | Lucie Safarova      | 6–7(5), 6–1, 6–4    |

### Duplas
| Antes de 2009           | A partir de 2009      |
| ----------------------- | --------------------- |
| Grand Slam torneios (0) |                       |
| Ouro Olimpico (0)       |                       |
| WTA Championships (1)   |                       |
| Tier I (2)              | Premier Mandatory (0) |
| Tier II (2)             | Premier 5 (0)         |
| Tier III (1)            | Premier (0)           |
| Tier IV (0)             | International (0)     |

| N. | Data                   | Torneio                         | Piso    | Parceiro             | Oponente na final                  | Placar           |
| 1. | 12 de maio de 2002     | Berlim, Alemanha                | saibro  | Janette Husárová     | Daniela Hantuchová Arantxa Sánchez | 0–6, 7–6(3), 6–2 |
| 2. | 4 de agosto de 2002    | San Diego, Estados Unidos       | dura    | Janette Husárová     | Daniela Hantuchová Ai Sugiyama     | 6–2, 6–4         |
| 3. | 6 de outubro de 2002   | Moscou, Rússia                  | carpete | Janette Husárová     | Jelena Dokić Nadia Petrova         | 2–6, 6–3, 7–6(7) |
| 4. | 11 de novembro de 2002 | Los Angeles, Estados Unidos     | carpete | Janette Husárová     | Cara Black Elena Likhovtseva       | 4–6, 6–4, 6–3    |
| 5. | 21 de junho de 2003    | 's-Hertogenbosch, Países Baixos | grama   | Lina Krasnoroutskaya | Nadia Petrova Mary Pierce          | 2–6, 6–3, 6–4    |
| 6. | 14 de agosto de 2005   | Los Angeles, Estados Unidos     | dura    | Flavia Pennetta      | Bethanie Mattek Angela Haynes      | 6–2, 6–4         |

### Fed Cup
- 2005 contra a França por 3-2. Com Anastasia Myskina e Dinara Safina

## Resultados nos torneios doGrand SlameJogos Olímpicos
| Aberto da Austrália      | A | A        | A        | 2R       | 3R | 3R       | 4R       | 1R       | 1R | 4R       | 1R       | 4R       | 4R | SF       | 2R       |          |  |
| Roland-Garros            | A | A        | A        | 2R       | 2R | 2R       | 4R       | 1R       | F  | 4R       | 3R       | 3R       | QF | 3R       | SF       |          |  |
| Wimbledon                | A | A        | A        | 1R       | 1R | 3R       | 4R       | 4R       | 1R | 4R       | QF       | 3R       | SF | SF       | A        |          |  |
| US Open                  | A | A        | LQ       | 3R       | SF | 4R       | 2R       | 4R       | F  | SF       | QF       | 3R       | SF | 2R       | 4R       |          |  |
| Jogos Olímpicos de Verão |   |          |          |          |    |          |          |          |    |          |          |          |    |          |          |          |  |
| Jogos Olímpicos          | A | Não teve | Não teve | Não teve | F  | Não teve | Não teve | Não teve | 1R | Não teve | Não teve | Não teve | W  | Não teve | Não teve | Não teve |  |